# میسترتا
میسترتا (به ایتالیایی: Mistretta) یک کومونه در ایتالیا است که در استان مسینا واقع شده‌است.

## خصوصیات
میسترتا ۱۲۶٫۸ کیلومترمربع مساحت و ۵٬۳۷۴ نفر جمعیت دارد و ۹۵۰ متر بالاتر از سطح دریا واقع شده‌است.